# Rafael Vaz
Rafael Vaz dos Santos (Caieiras, 17 settembre 1988) è un calciatore brasiliano, difensore del Goiânia.

## Caratteristiche tecniche
È un difensore centrale. È inoltre un buon tiratore di calci di punizione, il suo piede preferito è il sinistro.

## Carriera

### Club
È cresciuto nelle giovanili del Votuporanguense.
Ha esordito il 16 gennaio 2011 con la maglia del Paraná in un match del Campionato Paranaense pareggiato 1-1 contro il J. Malucelli.

## Statistiche

### Presenze e reti nei club
Statistiche aggiornate al 21 novembre 2017.
| Stagione             | Squadra              | Campionato           | Campionato | Campionato | Coppe nazionali | Coppe nazionali | Coppe nazionali | Coppe continentali | Coppe continentali | Coppe continentali | Altre coppe | Altre coppe | Altre coppe | Totale | Totale | Totale |
| Stagione             | Squadra              | Comp                 | Pres       | Reti       | Comp            | Pres            | Reti            | Comp               | Pres               | Reti               | Comp        | Pres        | Reti        | Pres   | Reti   |        |
| -------------------- | -------------------- | -------------------- | ---------- | ---------- | --------------- | --------------- | --------------- | ------------------ | ------------------ | ------------------ | ----------- | ----------- | ----------- | ------ | ------ | ------ |
| 2011                 | Paraná               | C+PAR                | 0+13       | 0+2        | CB              | 2               | 0               |                    | -                  | -                  |             | -           | -           | 15     | 2      |        |
| 2012                 | Vila Nova            | C+GOI                | 18+19      | 6+4        | CB              | 0               | 0               |                    | -                  | -                  |             | -           | -           | 37     | 10     |        |
| 2013                 | Ceará                | B+CEA                | 2+15       | 0+2        | CB              | 4               | 1               |                    | -                  | -                  | CDN         | 9           | 1           | 30     | 4      |        |
| 2013                 | Vasco da Gama        | A+CAR                | 14+0       | 3+0        | CB              | 0               | 0               |                    | -                  | -                  |             | -           | -           | 14     | 3      |        |
| 2014                 | Vasco da Gama        | B+CAR                | 5+5        | 0+2        | CB              | 2               | 0               |                    | -                  | -                  |             | -           | -           | 12     | 2      |        |
| 2015                 | Vasco da Gama        | A+CAR                | 9+0        | 1+0        | CB              | 1               | 0               |                    | -                  | -                  |             | -           | -           | 10     | 1      |        |
| 2016                 | Vasco da Gama        | B+CAR                | 1+7        | 0+2        | CB              | 3               | 2               |                    | -                  | -                  |             | -           | -           | 11     | 4      |        |
| Totale Vasco da Gama | Totale Vasco da Gama | Totale Vasco da Gama | 41         | 8          |                 | 6               | 2               |                    | -                  | -                  |             | -           | -           | 47     | 10     |        |
| 2016                 | Flamengo             | A+CAR                | 29+0       | 0          | CB              | 0               | 0               | CS                 | 3                  | 0                  |             | -           | -           | 32     | 0      |        |
| 2017                 | Flamengo             | A+CAR                | 20+13      | 1+0        | CB              | 5               | 0               | CL+CS              | 5+2                | 0+1                | PL          | 2           | 0           | 47     | 2      |        |
| Totale carriera      | Totale carriera      | Totale carriera      | 170        | 23         |                 | 17              | 3               |                    | 10                 | 1                  |             | 11          | 1           | 208    | 28     |        |

## Palmarès

### Club

#### Competizioni statali
- Campionato Cearense: 1

Ceará: 2013
- Campionato Carioca: 3

Vasco da Gama: 2015, 2016
Flamengo: 2017